# Дети вместо цветов

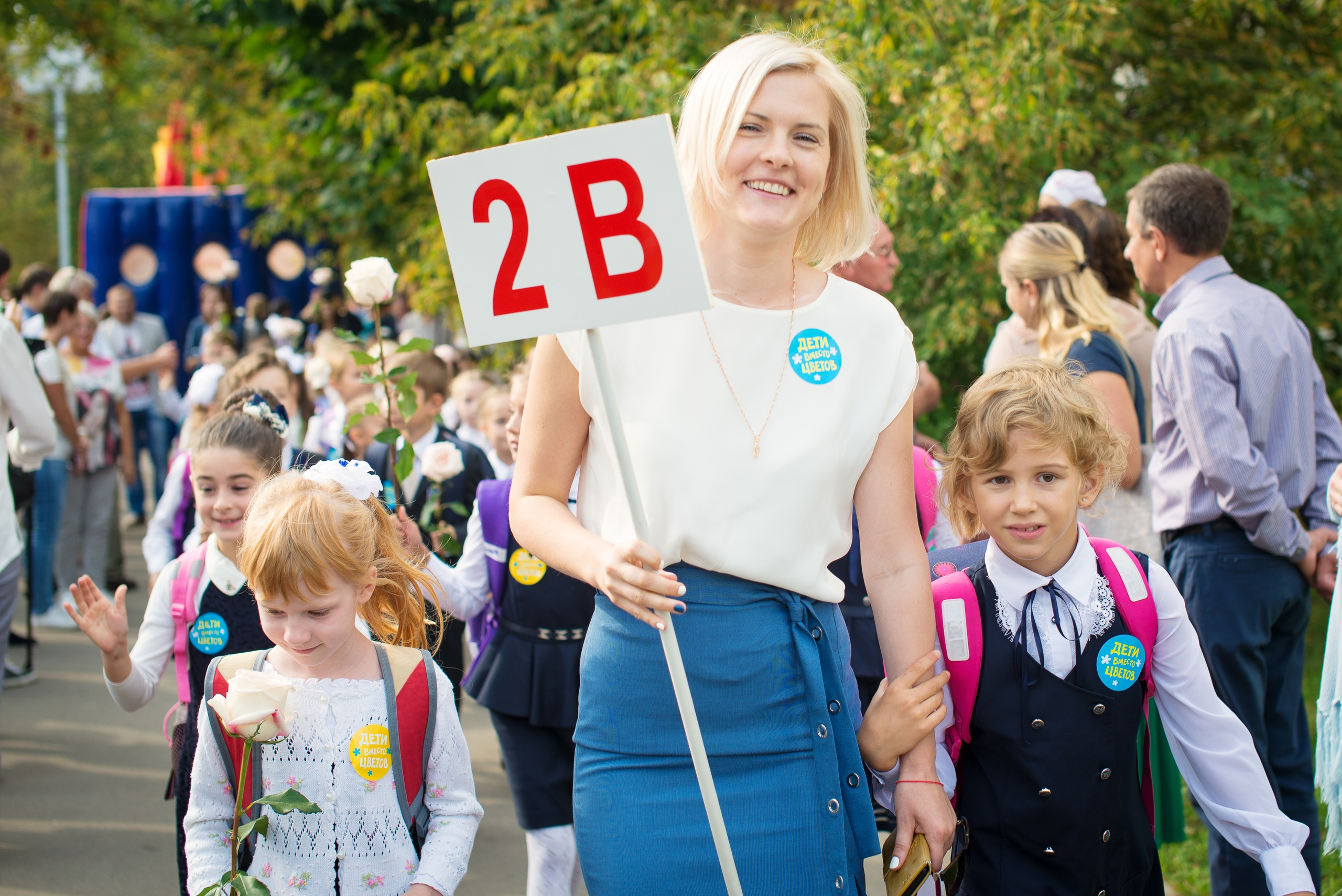
Линейка в одной из московских школ

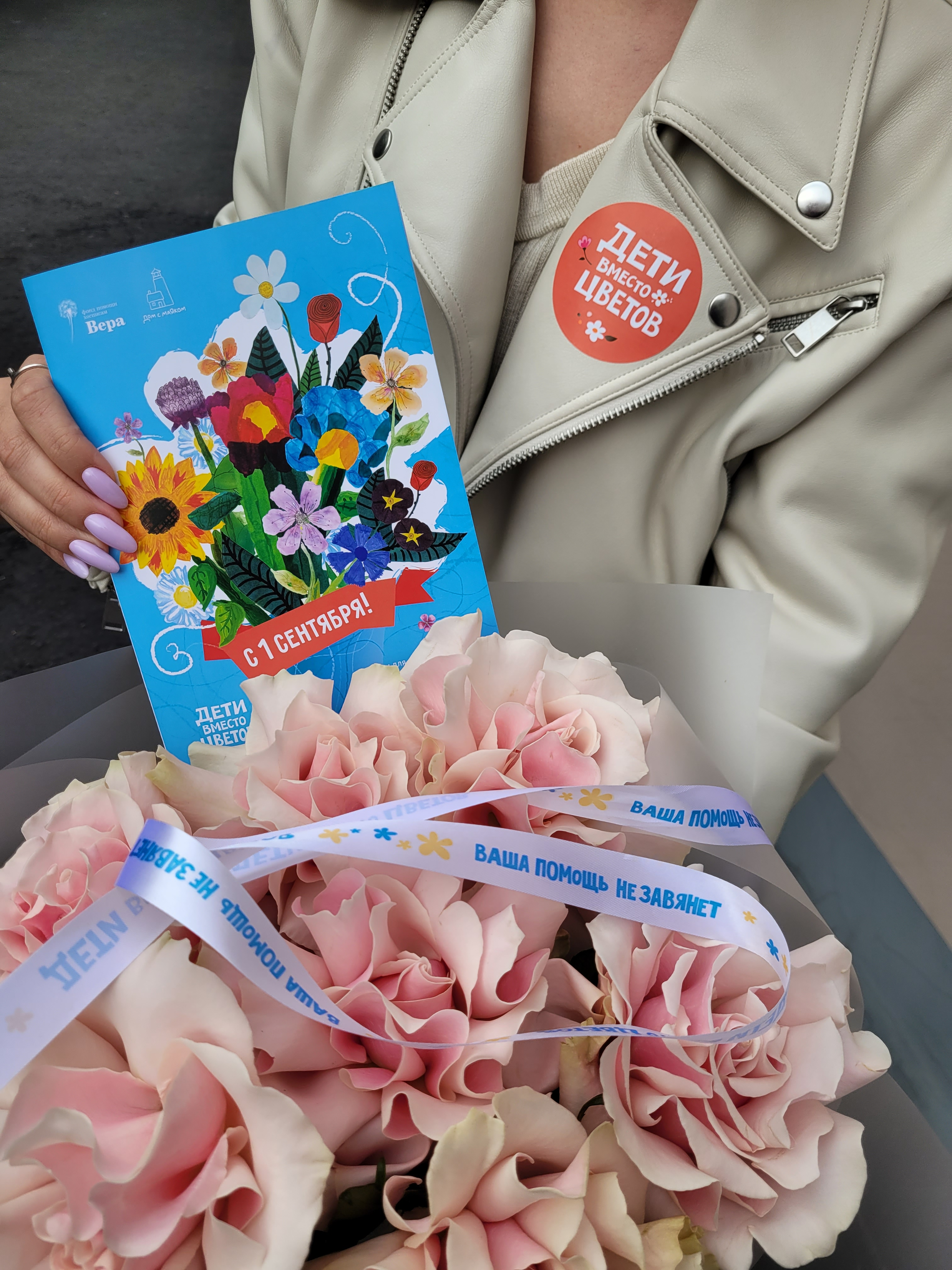
Атрибутика акции — открытка для учителя, лента для букета и наклейка на одежду

«Дети вместо цветов» — всероссийская благотворительная акция по сбору средств для тяжелобольных детей. Проводится ежегодно 1 сентября, в День знаний. Школьники и их родители дарят учителю один букет от класса, а остальную сумму, которую они планировали потратить на первосентябрьские букеты, жертвуют в поддержку неизлечимо больных детей. Организаторы акции — фонд «Вера» и детский хоспис «Дом с маяком», подключаться к акции могут разные фонды.
Кроме непосредственной помощи детям, акция также призвана привлечь внимание общественности к проблемам семей с тяжелобольными детьми — доступности обезболивания и технических средств реабилитации, доступности окружающей среды, инклюзивности школ и университетов, видимости детей с физической инвалидностью и нейроотличных детей.

## История акции
Акцию инициировала в 2014 году учитель литературы из Москвы Ася Штейн. Она предложила устроить флешмоб на 1 сентября под названием «Живые дети вместо мёртвых цветов», обратившись к коллегам: «Дорогие учителя, пожалуйста, предложите своим ученикам и их родителям потратить посильные деньги не на мёртвые срезанные цветы, а на живых детей, которым можно облегчить боль, купить портативный аппарат ИВЛ, инвалидную коляску, сделать операцию на сердце, или хотя бы купить маленьких игрушек для „Коробок храбрости“, которые помогут маленьким детям пережить тяжёлые и болезненные манипуляции в онкологических центрах». Призыв был обращён только к конкретной школе, но идею поддержало большое количество учителей и родителей учеников.
В 2015 году инициативу подхватил фонд помощи хосписам «Вера» и впервые провёл акцию самостоятельно в пользу неизлечимо больных детей и их семей. Традиционным элементом акции стал «Урок доброты». В акции приняли участие 500 классов из 200 школ. По итогам акции в фонды «Вера» и «Дом с маяком» поступило более 8 миллионов рублей. Собранные средства были направлены на помощь 220 детям с неизлечимыми заболеваниями по всей стране. Фонд потратил эту сумму на инвалидные кресла-коляски, специальное питание, медицинское оборудование и реабилитационные приспособления, откашливатели, гигиенические средства ухода, лекарства и услуги няни для семей с тяжелобольными детьми.
В 2016 году в акции приняли участие более 1800 классов из 600 школ. По итогам акции в фонд поступило 17,9 млн рублей. Эти деньги помогли 394 неизлечимо больным детям по всей стране. В 2016 году к акции также присоединились фонд «Подсолнух», фонд «Линия жизни» и региональные НКО — фонд «Солнечный город» (Новосибирск), фонд «Добросвет» (Воронеж), волонтёрское движение «Общие дети» (Воронеж).

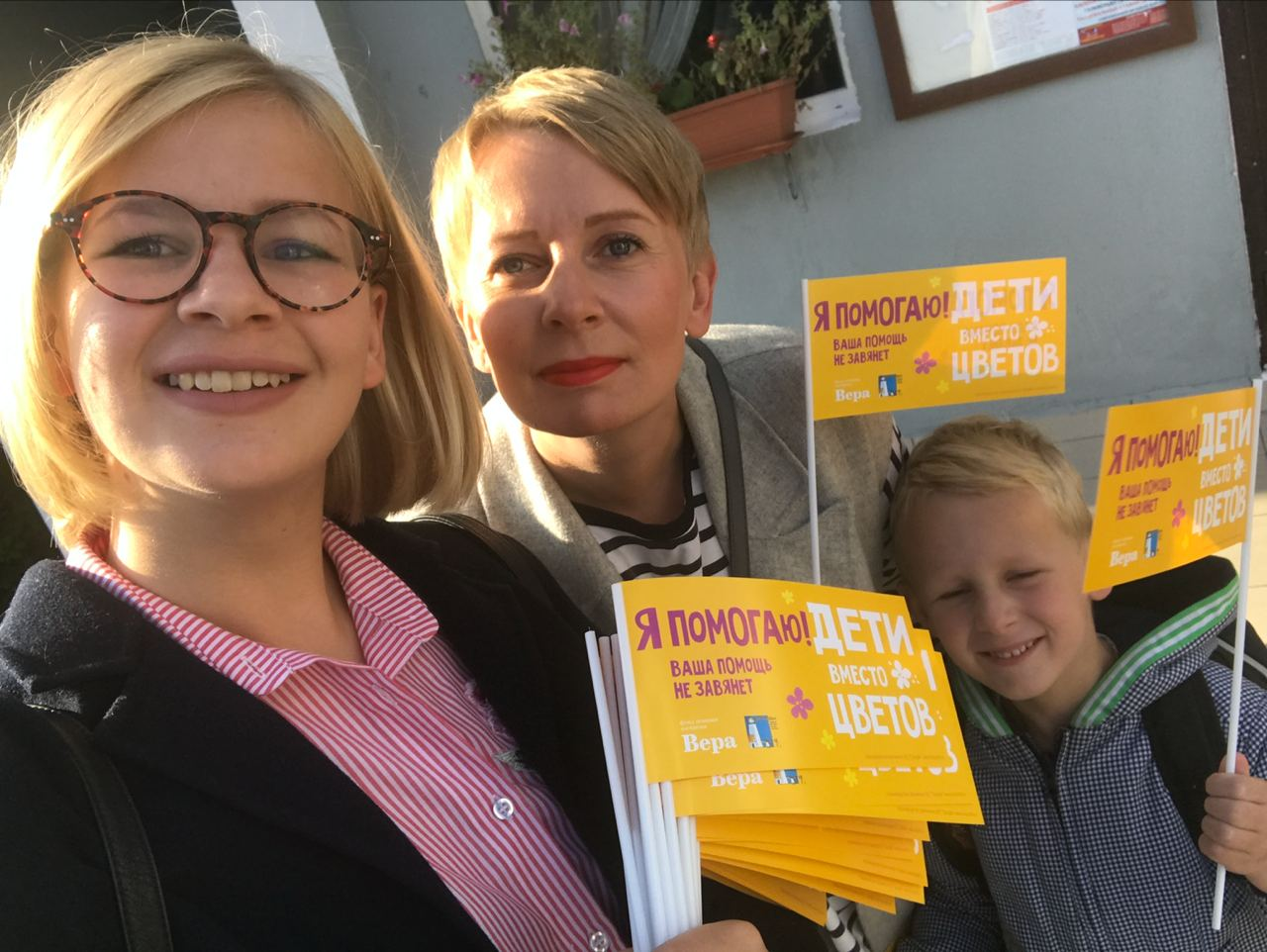
Участники акции с атрибутикой

В 2017 году в акции приняли участие более 6500 классов из 1 157 школ. По итогам акции в фонд поступило 39,5 млн рублей. Собранные средства были направлены на помощь 463 тяжелобольным детям по всей стране. Акцию также провели служба помощи «Милосердие», фонд «Жизнь как чудо», фонд «Созидание» (акция «Цветы со смыслом»), фонд «Волонтёры в помощь детям-сиротам», фонд «Подсолнух», фонд «Дети-бабочки», фонд «Солнечный город» (Новосибирск).

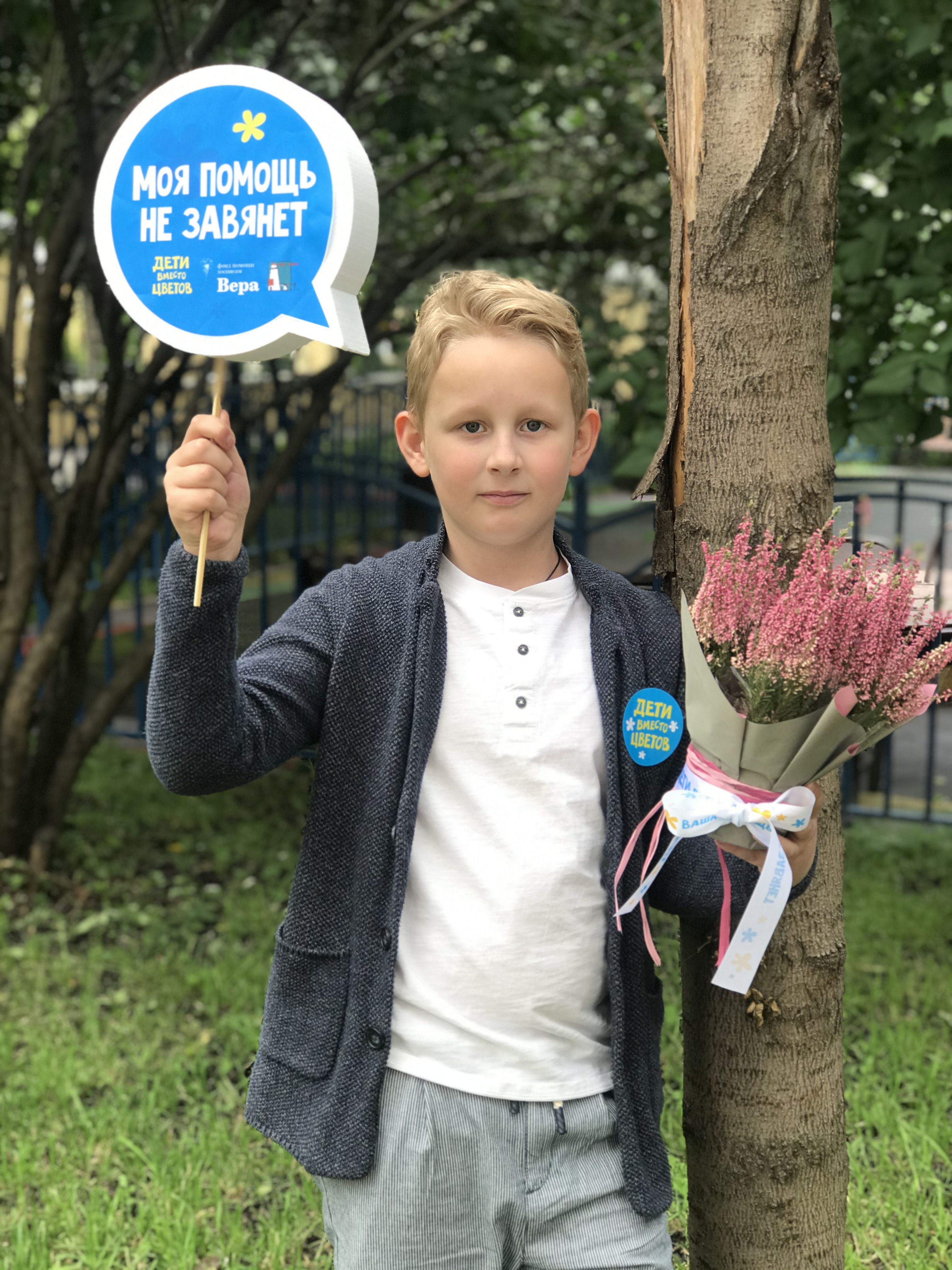
Школьник — участник акции

В 2018 году в акции приняли участие более 9 795 классов из 1 750 школ. Это школьники из 409 населённых пунктов, в том числе 10 других стран: США (нескольких штатов: Калифорнии, Южной Каролины, Северной Каролины, Массачусетса), Египта, Нидерландов, Литвы, Болгарии, Израиля, Швейцарии, Румынии, Белоруссии и Чехии. По итогам акции в фонд поступило 53 250 357,19 рублей. Собранные средства были направлены на помощь 700 неизлечимо больным детям. В регионах России акцию провел благотворительный фонд имени Алены Петровой (Томск), фонд «Харысхал» (Якутия), фонд «Добро24» (Красноярский край) и фонд «Дедморозим» (Пермь).
За все эти годы к акции подключились многие медийные личности, призывая своих поклонников и подписчиков в соцсетях поддержать инициативу фонда. Среди них Ингеборга Дапкунайте, Вера Брежнева, Иван Ургант, Юлия Меньшова, Светлана Лобода, Евгений Стычкин, Муся Тотибадзе, Софико Шеварднадзе, Лиза Монеточка, Александр Петров, Катерина Гордеева, Татьяна Лазарева, Михаил Шац, Антоха МС, Юлия Снигирь, Ксения Собчак и многие другие.
В 2021 году удалось собрать более 43 млн рублей. Пожертвования приходили не только от учителей и школьников. К акции присоединились детские сады, дома творчества, студенты и спортивные группы. Для участия зарегистрировались примерно 2000 школ. В 2022-м акция собрала более 58 млн рублей — более 23 тысяч пожертвований совершили люди из разных населённых пунктов России. А в 2023-м удалось собрать рекордные 74 млн рублей — это более 27 тысяч пожертвований из 1300 городов России.

## Цитаты
- «Зачем мы седьмой год подряд проводим акцию „Дети вместо цветов“ 1 сентября? Зачем мы ломаем традиции? Мы не ломаем и даже не создаём новые. Мы просто придумали ещё один способ рассказывать о тех, кого нельзя вылечить, но кому ещё можно помочь. И рассказываем мы про неизлечимо больных детей не взрослым, а школьникам — они открытые и не имеют пока ещё тех страхов, которыми переполнены их родители. Мы рассказываем о том, что такая помощь — помощь пациентам хосписов — не завянет»[3] — Анна Федермессер, 2021 г.

## Общественное мнение
Всероссийский центр изучения общественного мнения (ВЦИОМ) в 2019 году опубликовал данные исследования о том, почему россияне дарят цветы школьным учителям и готовы ли отказаться от этой традиции в пользу благотворительности. Положительно акцию «Дети вместо цветов» воспринимает большинство россиян (79%), чаще — молодые 18-24-летние граждане (87%). Основная причина положительного отношения к акции «Дети вместо цветов» — помощь нуждающимся и спасение жизни детей (50%). Помимо этого, значительным мотивом является мнение о том, что одного букета от класса в подарок учителям достаточно и остальное нужно передать в фонд (15%), также россияне считают, что подобная благотворительность — хорошее дело (13%).

## Критика
Несмотря на растущую популярность акции, немалая часть россиян усматривает в ней и негативные моменты. Критика акции состоит в следующем:
- Отмечается потенциальная опасность вырождения её в полупринудительное мероприятие, не учитывающее индивидуальную позицию конкретного школьника.
- Акция ссорит родительское сообщество, разделяя родителей школьников на согласных и не согласных с акцией.
- Благотворительность – дело хорошее. Но почему она должна быть непременно за счёт учителей?
- Дарить цветы любимому учителю – это радость не только для учителя, но в неменьшей степени и для самого ребёнка. Зачем лишать детей этой радости?
- Поход за букетом, обсуждение и выбор букета, поход в школу с букетом, фотографирование с букетом, дарение букета любимому учителю – для многих семей это целый ритуал, семейная культурная программа, имеющая давнюю и устойчивую традицию, элемент эстетического и культурного воспитания ребёнка. Зачем надо от этого отказываться?
- Благотворительность должна быть строго добровольной и искренней, а не показной кампанией.
- Многие родители участвуют в акции вынужденно – чтобы ребёнок не стал в школе изгоем.
- Немало людей очень ценит свою индивидуальность и принципиально отказывается участвовать в любых акциях, даже самых лучших, если инициатива исходит от других.
- Постоянные призывы от чего-то отказаться ради очередного доброго дела многим уже просто надоели.
- Благотворительные фонды, их руководители, инициаторы, сборщики денег на таких акциях открыто делают себе громкое имя – это просто безнравственно.

## Фонды – участники акции
- Благотворительный фонд «Вера».
- Благотворительный фонд «Дом с маяком».
- Благотворительный фонд «Подсолнух», помогающий детям и взрослым с нарушениями иммунитета. Условия акции есть на сайте фонда, также дополнительно проводится конкурс на лучший рисунок подсолнуха (это может быть даже коллективная работа класса).
- Благотворительный фонд Константина Хабенского, помогающий детям с онкологическими и другими тяжелыми заболеваниями головного мозга.
- Благотворительный фонд «Дети-бабочки», помогающий детям с буллезным эпидермолизом — заболевании, когда при любой механической травме, а иногда и без неё на коже ребёнка возникают пузыри, и кожа отслаивается, оставляя открытую рану.
- Благотворительный фонд «Жизнь как чудо», который помогает детям с тяжёлыми заболеваниями печени.
- Благотворительный фонд «Волонтеры в помощь детям-сиротам».
- Благотворительный фонд «Дети наши», который занимается профилактикой социального сиротства и помогает детям, оставшимся без попечения родителей, интегрироваться в общество.
- Православная служба помощи «Милосердие» (она помогает людям, оказавшимся в самых разных трудных ситуациях).
- Благотворительная организация «Детские деревни — SOS», которая даёт возможность детям-сиротам и детям, оставшимся без попечения родителей, жить в семейных домах с профессионально подготовленными приёмными мамами.
- Межрегиональный благотворительный общественный фонд помощи больным эпилепсией «Содружество»[12].
- Фонд «Алёша» для детей с редкими заболеваниями[13].
- Благотворительный фонд «Люди-маяки» помогает детям и взрослым с редкими и жизнеугрожающими заболеваниями.
- Другие фонды, в том числе региональные.